# Clayton Kershaw
Clayton Edward Kershaw (Dallas, 19 marzo 1988) è un giocatore di baseball statunitense che gioca nel ruolo di lanciatore per i Los Angeles Dodgers della Major League Baseball (MLB).

## Carriera

### Stagioni 2006-2008: Draft, Minor League e debutto in MLB
Clayton Kershaw fu selezionato dai Los Angeles Dodgers con la settima scelta assoluta nel Draft del 2006. Rimase nelle leghe minori solo un anno e all'età di 20 anni passò subito nella rotazione dei Dodgers. Il giornalista sportivo Tony Jackson definì il debutto di Kershaw come il più atteso da parte di un lanciatore dei Dodgers dal debutto nelle major league di Hideo Nomo nel 1995. Disputò la sua prima partita in MLB il 25 maggio 2008, al Dodger Stadium di Los Angeles contro i St. Louis Cardinals. Compì uno strikeout sul primo battitore che affrontò, Skip Schumaker, il primo di sette che fece registrare in quella partita, in cui lanciò sei inning e concesse due punti. Al momento del debutto, Kershaw era il più giovane giocatore della MLB, un titolo che mantenne per un anno completo.

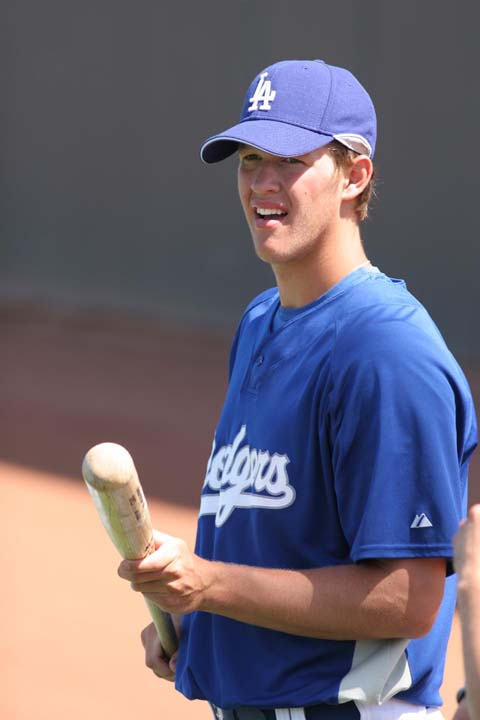
Kershaw nel 2008.

Kershaw ottenne la sua prima vittoria contro i Washington Nationals il 27 luglio 2008. Lanciò più di sei inning senza subire punti, concedendo quattro valide, una base ball e registrò cinque strikeout. Kershaw concluse la sua stagione da rookie con un record di 5–5, con una media PGL di 4.26 ERA in 22 gare (21 come titolare). Lanciò anche due inning uscendo dal bullpen nelle National League Championship Series (NLCS) contro i Philadelphia Phillies.

### Stagioni 2009 e 2010
Il 15 aprile 2009, Kershaw lanciò per sette inning, con 13 strikeout, concedendo una sola valida (un fuoricampo solitario) contro i rivali San Francisco Giants. Fu il più giovane Dodger a fare registrare 13 o più strikeout da Sandy Koufax nel 1955. Il 17 maggio 2009, Kershaw non concesse alcuna valida contro i Florida Marlins nei primi sette inning, prima di concedere un doppio a Cody Ross. Nel 2009, malgrado un record di 8–8, guidò la MLB nella media battuta degli avversari (.200), in percentuale di slugging avversaria (.282) e valide per nove inning (6.26). Inoltre terminò con una media PGL di 2.79 e 185 strikeout. Kershaw concesse anche 91 basi ball, il secondo peggior risultato della National League (NL).
Kershaw fece il suo debutto come titolare nei playoff contro i St. Louis Cardinals nelle National League Division Series (NLDS) del 2009. Lanciò per sei inning e due terzi, con 4 strikeout, una base ball e finendo con un verdetto di no-decision (i Dodgers vinsero la gara al nono inning). All'età di 21 anni, partì come titolare in gara 1 delle Championship Series contro i Philadelphia Phillies, il terzo giocatore più giovane della storia a iniziare gara 1 in una serie di playoff, dietro solo a Fernando Valenzuela nelle NLDS 1981 e Rick Ankiel nelle NLDS 2000.
Kershaw iniziò la stagione 2010 con una media PGL di 3.07 ad aprile, ma concesse 22 basi ball in 29 inning. Il 4 maggio, disputò la peggior gara della carriera contro i Milwaukee Brewers al Dodger Stadium, lanciando 57 volte in un inning e un terzo, eliminando solamente 4 dei 13 battitori che vi si presentarono di fronte, incluso il lanciatore. Quando fu tolto dalla partita, fu fischiato pesantemente. Kershaw affermò dopo la partita: "Non ho dato alla mia squadra alcuna possibilità di vincere la partita. Non è una bella sensazione avere deluso i miei compagni e tutti gli altri, let everybody down. Fa male. Devo trovare il modo di risolvere le corse."
Kershaw si riprese la gara successiva, lanciando per 8 inning con due sole valide subite e superando l'allora imbattuto Ubaldo Jiménez. Più tardi, nel corso della stagione, fu sospeso per cinque gare per avere colpito Aaron Rowand dei Giants con una palla il 20 luglio. L'incidente avvenne dopo che a entrambe le squadre era stato dato un avvertimento dopo che Tim Lincecum dei Giants aveva colpito Matt Kemp] in precedenza. Kershaw lanciò il suo primo shutout in una gara completa il 14 settembre 2010 ancora contro San Francisco. Concluse la stagione con un record di 13–10 e una media PGL di 2.91 in 32 partite da titolare, con 212 strikeout.

### Stagione 2011: primo Cy Young Award
Dopo avere terminato la stagione 2010 in modo positivo, i Dodgers nominarono Kershaw titolare per la gara di apertura della stagione 2011. Il 29 maggio lanciò la sua seconda gara completa senza subire punti, con 10 strike out nella vittoria sui Florida Marlins, 8–0; in battuta ebbe anche due singoli e un punto battuto a casa. Il terzo shutout della carriera lo fece registrare il 20 giugno, con 11-strikeout, contro i Detroit Tigers. La gara successiva, il 26 giugno, Kershaw lanciò un'altra gara completa (contro i Los Angeles Angels of Anaheim). Divenne il primo giocatore a vincere due gare complete consecutive da Jeff Weaver nel 2005 e il primo ad avere due strikeout in doppia cifra consecutivi da Chan-Ho Park nel 2000. Per queste prestazioni fu premiato come giocatore della settimana del 20–26 giugno. Fino a giugno, Kershaw aveva raggiunto 32 vittorie in carriera, con una media PGL di 3.15 e 593 in 568,2 inning. Secondo Elias Sports Bureau, Kershaw fu il primo lanciatore ventitreenne a raggiungere tante vittorie, ad avere una media PGL così bassa e a mantenere una media di almeno uno strikeout per inning da quando la media PGL divenne una statistica ufficiale nel 1910.

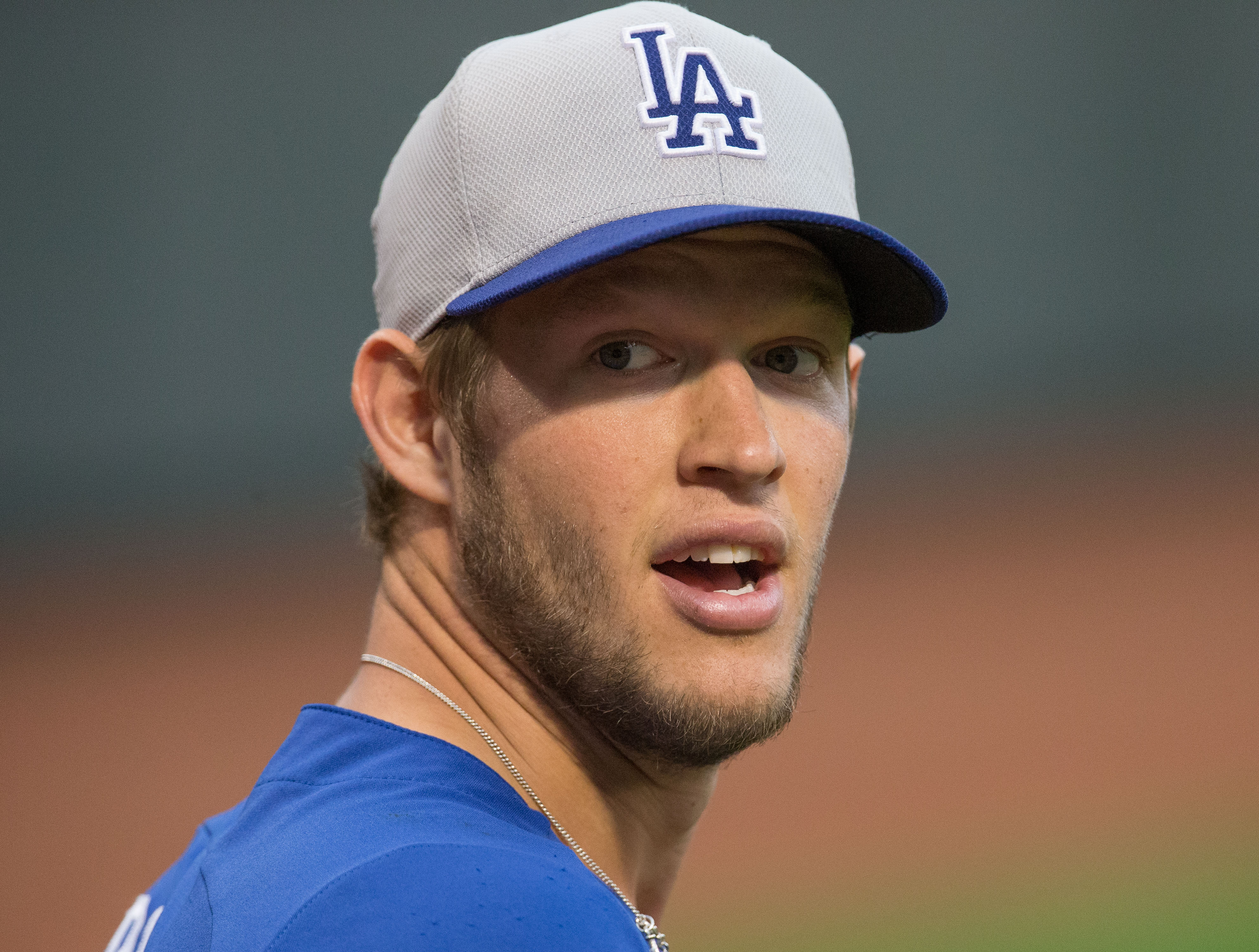
Kershaw vinse diversi premi nella stagione 2011

Kershaw fu convocato per il suo primo All-Star Game nel 2011. Nel mese di luglio ebbe un record di 4–1, con una media PGL di 2.02 e guidando la NL con 45 strikeout, venendo premiato come lanciatore del mese della lega. Il 23 agosto, mise strikeout Matt Holliday dei St. Louis Cardinals, arrivando a quota 200 in stagione diventando il decimo Dodger a fare registrare due stagioni consecutive con quella cifra, il primo da Chan-Ho Park nel 2001.
Kershaw concluse la stagione 2011 guidando la NL con 21 vittorie, 248 strikeout e 2.28 di media PGL, vincendo la Tripla corona, il primo a conquistarla da Jake Peavy dei San Diego Padres nel 2007 e il primo Dodger da Sandy Koufax nel 1966. Justin Verlander dei Detroit Tigers vinse la Tripla corona dell'American League nella stessa stagione, la prima volta dal 1924 che entrambe le leghe ebbero contemporaneamente un vincitore. Le 21 vittorie di Kershaw furorono il massimo per un lanciatore di Los Angeles dalle 23 di Orel Hershiser nel 1988. La sua media PGL fu la minore per un Dodger da quella di 2.03 di Hershiser nel 1985, i suoi strikeout furono il massimo per la franchigia dai 317 di Koufax nel 1966. Dal 1965 quando vi riuscì Koufax, Peavy e Kershaw sono gli unici lanciatori ad avere guidato la National League in vittorie, strikeout, media PGL e walks plus hits per inning pitched (WHIP). Kershaw divenne anche solamente il secondo lanciatore mancino a superare i 240 strikeout in una stagione prima dei 24 anni, unendosi a Vida Blue.
Dopo la stagione, Kershaw fu premiato col Warren Spahn Award come miglior lanciatore mancino del 2011, il Players Choice Award come miglior lanciatore della NL, il Guanto d'oro come miglior lanciatore in battuta della NL e il premio di lanciatore dell'anno di Sporting News (TSN). Il 17 novembre fu premiato col Cy Young Award della National League, il più giovane vincitore da Dwight Gooden nel 1985. Fu l'ottavo giocatore dei Dodgers a vincere il premio, il primo da Eric Gagné nel 2003.

### Stagione 2012
Il 7 febbraio 2012, Kershaw e i Dodgers si accordarono per un rinnovo biennale del valore di 19 milioni di dollari.
Kershaw fu il titolare della gara di apertura per il secondo anno consecutivo, dove lanciò tre inning senza subire punti contro i San Diego Padres al Petco Park prima di uscire a causa dei sintomi dell'influenza. Il 27 aprile lanciò per otto inning ottenendo la seconda vittoria della stagione contro i Washington Nationals. Fu anche la sua dodicesima vittoria consecutiva in casa, pareggiando il primato di Ed Roebuck (giugno 1960 – agosto 1962) e Orel Hershiser (settembre 1984 – ottobre 1985) per la più lunga striscia da quando la squadra si era trasferita a Los Angeles. Kershaw fu premiato come lanciatore della settimana a maggio dopo avere lanciato 16 inning consecutivi senza subire punti, incluso il quarto shutout in carriera. Successivamente fu convocato per il secondo All-Star Game consecutivo. L'11 agosto raggiunse i 200 inning lanciati in stagione, diventando il dodicesimo giocatore dei Los Angeles Dodgers con 3 stagioni da 200 op iù inning, il primo da Hershiser che lo fece per cinque volte nel periodo 1985–1989. Divenne anche il quinto Dodger con tre stagioni consecutive da 200 strikeout.
Kershaw concluse il 2012 con un record di 14–9, 2.53 di ERA (migliore della lega), 229 strikeout e 227 inning lanciati, giungendo secondo nelle ultime due categorie. Fu il primo giocatore a guidare la lega in media PGL in stagioni consecutive da Randy Johnson di Arizona nel 2001–02. Fu anche il suo quarto anno consecutivo con una media PGL sotto il 3.00, il primo a riuscirvi ancora dopo Randy Johnson nel 1999–2002. Si classificò secondo nel Cy Young Award dietro R.A. Dickey, ricevendo due voti per il primo posto.

### Stagione 2013: secondo Cy Young Award
Kershaw fu il titolare nel giorno di apertura per i Dodgers nel 2013 per il terzo anno consecutivo. In quella partita disputò una gara completa non subendo alcun punto e batté anche il primo fuoricampo in carriera. Fu il primo a lanciatore a non subire punti e a battere un home run nella gara di debutto stagionale da Bob Lemon dei Cleveland Indians nel, 1953. Kershaw raggiunse il millesimo strikeout in carriera il 17 aprile 2013, ai danni di Yonder Alonso dei Padres. Fu il secondo giocatore più giovane dei Dodgers a riuscirvi, dopo Fernando Valenzuela. Il 14 maggio, Kershaw lanciò il suo millesimo inning. In quel momento la sua media PGL era di 2.70, la quinta migliore di tutti i tempi nella cosiddetta live-ball era al momento dell'inning numero mille.
Kershaw fu convocato per terzo All-Star Game consecutivo nel 2013. A luglio ebbe un record di 4–1 e una media PGL di 1.34 in sei partite, venendo premiato come lanciatore del mese della NL. Il 2 settembre lanciò il suo strikeout numero 200 in stagione, raggiungendo gli Hall of Famers Sandy Koufax e Don Drysdale quali unici altri giocatori della storia del club con almeno 4 stagioni consecutive da 200 SO.
Kershaw concluse la stagione con un record di 16-9, 236 inning lanciati (un primato personale), guidando la MLB con 1.83 di media PGL e 0.92 di WHIP. Fu il terzo giocatore della storia a guidare la MLB in media PGL per tre anni consecutivi, unendosi a Greg Maddux (1993–95) e Lefty Grove (1929–31). Fu il primo ad avere una media PGL sotto il 2 da Roger Clemens nel 2005 e la sua fu la minore da quella di Pedro Martinez nel 2000. Fu il terzo giocatore della storia della franchigia a termine con una media PGL inferiore a 3 per cinque stagioni consecutive (dopo Koufax e Nap Rucker).
Kershaw mandò strikeout 12 battitori in sette inning nella prima gara delle National League Division Series 2013. Fu il terzo massimo per un giocatore dei Dodgers nei playoff dopo Koufax (15 nelle World Series 1963) e Carl Erskine (14 nelle World Series 1953). I suoi sei strikeout consecutivi pareggiarono il record MLB per i playoff detenuto da Tim Belcher nella seconda gara delle World Series 1988. In quella partita ottenne la sua prima vittoria nei playoff.
Kershaw vinse il Warren Spahn Award nel 2013, la seconda volta che si aggiudicò il premio, assegnato al miglior lanciatore mancino della MLB. Il 13 novembre fu premiato col suo secondo Cy Young Award, diventando il sesto lanciatore a classificarsi nei primi due posti in tre stagioni consecutive.
Dopo la stagione, Kershaw e i Dodgers si accordarono per un nuovo contratto di sette anni del valore di 215 milioni di dollari. Fu il più ricco contratto della storia per un lanciatore, eclissando quello da sette anni e 180 milioni di dollari firmato da Justin Verlander l'anno precedente. Il salario annuale di 30,7 milioni fu anche il alto della storia per un giocatore di baseball, battendo i 28 milioni l'anno che Roger Clemens nel 2007 e i 27,5 milioni l'anno per cui firmò Alex Rodriguez nello stesso anno.

### Stagione 2014: MVP e terzo Cy Young Award

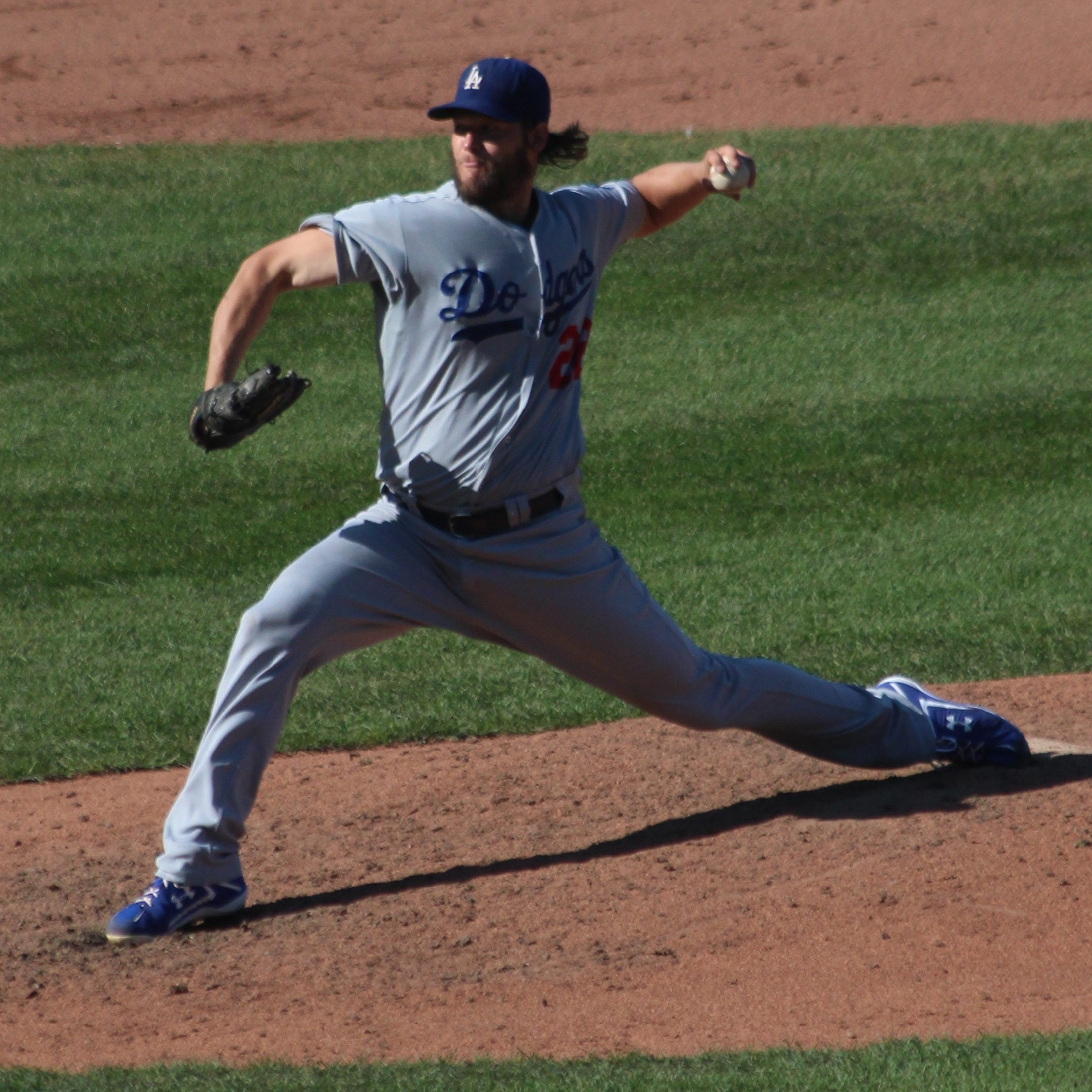
Kershaw nel 2014

Nel 2014, Kershaw divenne il quarto Dodger della storia ad iniziare come lanciatore titolare nella gara di debutto per quattro anni consecutivi. La gara si tenne al Sydney Cricket Ground in Australia. Prima di quella che avrebbe dovuto essere la sua seconda partita, Kershaw sentì del dolore alla schiena, venendo inserito in lista infortunati per la prima volta in carriera. Non tornò in campo sino all'inizio di maggio. Il 18 giugno lanciò il suo primo no-hitter contro i Colorado Rockies, con un record in carriera di 15 strikeout. Il perfect game sfumò nel settimo inning per un lancio errato del suo compagno Hanley Ramirez in prima base. Divenne l'unico lanciatore della storia della MLB con 15 strikeout in una partita senza concedere battute valide e basi ball. Kershaw ebbe un record di 6-0 con una media PGL di 0.82 a giugno, venendo premiato per la terza volta come lanciatore del mese. Per il quarto anno consecutivo fu convocato per l'All-Star Game.
Kershaw ebbe una striscia di 41 inning senza subire punti che si concluse nel sesto della gara del 10 luglio quando, con due out, Chase Headley batté un home run. In quel momento tale striscia era la 15ª più lunga della storia della MLB. A luglio fu nuovamente premiato come lanciatore del mese, il terzo Dodger a riuscirvi per due mesi consecutivi (con Don Sutton e Burt Hooton). Il 2 settembre raggiunse il 200º strikeout della stagione per il quinto anno consecutivo. Divenne solamente il quarto lanciatore dal 1893 a riuscirvi per cinque anni consecutivi prima dei 26 anni (Bert Blyleven, Walter Johnson e Sam McDowell sono gli altri).
Kershaw concluse la stagione con un record di 21–3 e una media PGL di 1.77 in 27 partite. Ancora una volta guidò la National League in numerose categorie, come media PGL, vittorie, percentuale di vittorie, WHIP, gare complete e WAR. Finì anche terzo in strikeout malgrado l'avere perso la maggior parte del primo mese di gioco. Divenne il primo lanciatore a guidare la lega in media PGL per quattro anni consecutivi. Diversi esperti definirono la sua stagione 2014 come una delle migliori per un lanciatore della storia recente.
Tuttavia, nella prima gara di playoff contro i Cardinals, Kershaw divenne il primo lanciatore della storia con 10 strikeout pur concedendo otto punti. Nei primi sei inning aveva concesso due sole valide (entrambi fuoricampo) ma subì sei punti nel settimo. In quella gara pareggiò Koufax come unico altro Dodger ad avere più di una gara come almeno dieci strikeout nei playoff. Lanciò di nuovo in gara 4 dove tornò dominante ma concedette la vittoria quando subì un fuoricampo da 3 punti di Matt Adams nel settimo inning
A fine stagione vinse unanimemente il suo terzo Cy Young Award e venne premiato per la prima volta come MVP della National League, il primo lanciatore ad aggiudicarsi il premio da Bob Gibson nel 1968.

### Stagione 2015
Kershaw fece registrare lo strikeout numero 1.500 in carriera il 10 maggio contro i Colorado Rockies. La centesima vittoria la ottenne cinque giorni dopo ancora contro i Rockies, il secondo giocatore più giovane della storia del club a tagliare quel traguardo. Inizialmente non fu convocato per l'All-Star Game ma successivamente fu chiamato a sostituire Max Scherzer dei Nationals. Kershaw ottenne un massimo stagionale di 14 strikeout in otto inning senza subire punti contro i Nationals a luglio. Condivise il premio di lanciatore della settimana col compagno Zack Greinke per le gare giocate dal 13 al 19 luglio e fu premiato come miglior lanciatore del mese.
Kershaw raggiunse il 200º strikeout stagionale il 12 agosto, pareggiando il record di franchigia di Hideo Nomo del 1995 per la velocità con cui vi riuscì, 156 inning. Pareggiò anche il record di Koufax con la sesta stagione consecutiva oltre quella cifra. Il 4 ottobre, Kershaw divenne l'11º giocatore nella storia della Major League a giungere a quota 300 strikeout stagionali, il primo da Randy Johnson neln 2002. Concluse la stagione con un record di 16–7, 2.13 di media PGL e 301 strikeout in 232 inning.
In gara 1 delle National League Division Series, Kershaw ebbe 11 strikeout in sei inning e due terzi ma concesse tre punti nella sua quinta sconfitta consecutiva ai playoff. Assieme al lanciatore dei New York Mets Jacob deGrom, furono la prima coppia di giocatori a fare registrare almeno 11 strikeout a testa in una gara di playoff. Si riprese in gara 4, guadagnando la vittoria in cui concesse un solo punto a fronte di otto strikeout in sette inning.

### Stagione 2017
Il 2 giugno 2017, Kershaw mandò strike out Jonathan Villar dei Milwaukee Brewers in quello che fu il numero 2.000 della sua carriera. Fu il quinto giocatore più giovane della storia a tagliare tale traguardo e il secondo più rapido (in termini di inning lanciati) dietro solo a Randy Johnson. Il 2 luglio 2017 fu convocato per il settimo All-Star Game della carriera. Il 23 luglio fu inserito in lista infortunati per un problema alla schiena, perdendo tutto il successivo mese di gioco. Tornò in campo il 1º settembre ottenendo la sua 16ª vittoria stagionale senza subire punti in sei inning lanciati contro i San Diego Padres. Malgrado l'infortunio, Kershaw concluse la stagione regolare guidando la National League in vittorie (18, leader anche della MLB a pari merito) e in media PGL (2.31), terminando secondo nel Cy Young Award dietro a Max Scherzer. Nei playoff, i Dodgers giunsero fino al World Series 2017 dove furono sconfitti dagli Houston Astros per quattro gare a tre. Kershaw fu il partente in gara 1, ottenendo una vittoria con 11 strikeout, mentre in gara 5 ottenne un no-decision nella gara poi persa da Los Angeles. Nella decisiva gara 7 lanciò 4 inning senza subire punti come rilievo nella sconfitta per 5-1.

## Palmarès

### Club
- World Series: 2

Los Angeles Dodgers: 2020 - 2024

### Individuale
- MVP della National League: 1

2014
- MLB All-Star: 8

2011-2017, 2019
- Cy Young Award: 3

2011, 2013, 2014
- Guanti d'oro: 1

2011
- Tripla corona: 1

2011
- Leader della National League in vittorie: 3

2011, 2014, 2017
- Leader della National League in media PGL: 5

2011-2014, 2017
- Leader della National League in strikeout: 3

2011, 2013, 2015